# 1700-ті до н. е.

## Події
- Єгипет: правління фараонів XIII та XIV династій.
- Вавилон: правління царя Абі-Ешуга.